# Didiplis diandra
Didiplis diandra är en fackelblomsväxtart som först beskrevs av Dc., och fick sitt nu gällande namn av Wood. Didiplis diandra ingår i släktet Didiplis och familjen fackelblomsväxter. Inga underarter finns listade i Catalogue of Life.